# Otto Kolar
Otto J. Kolar (Cicero, 7 dicembre 1911 – Loves Park, 10 aprile 1995) è stato un cestista statunitense, professionista nella NBL.

## Palmarès
- All-NBL Second Team (1940)